# Daniel Alvarenga

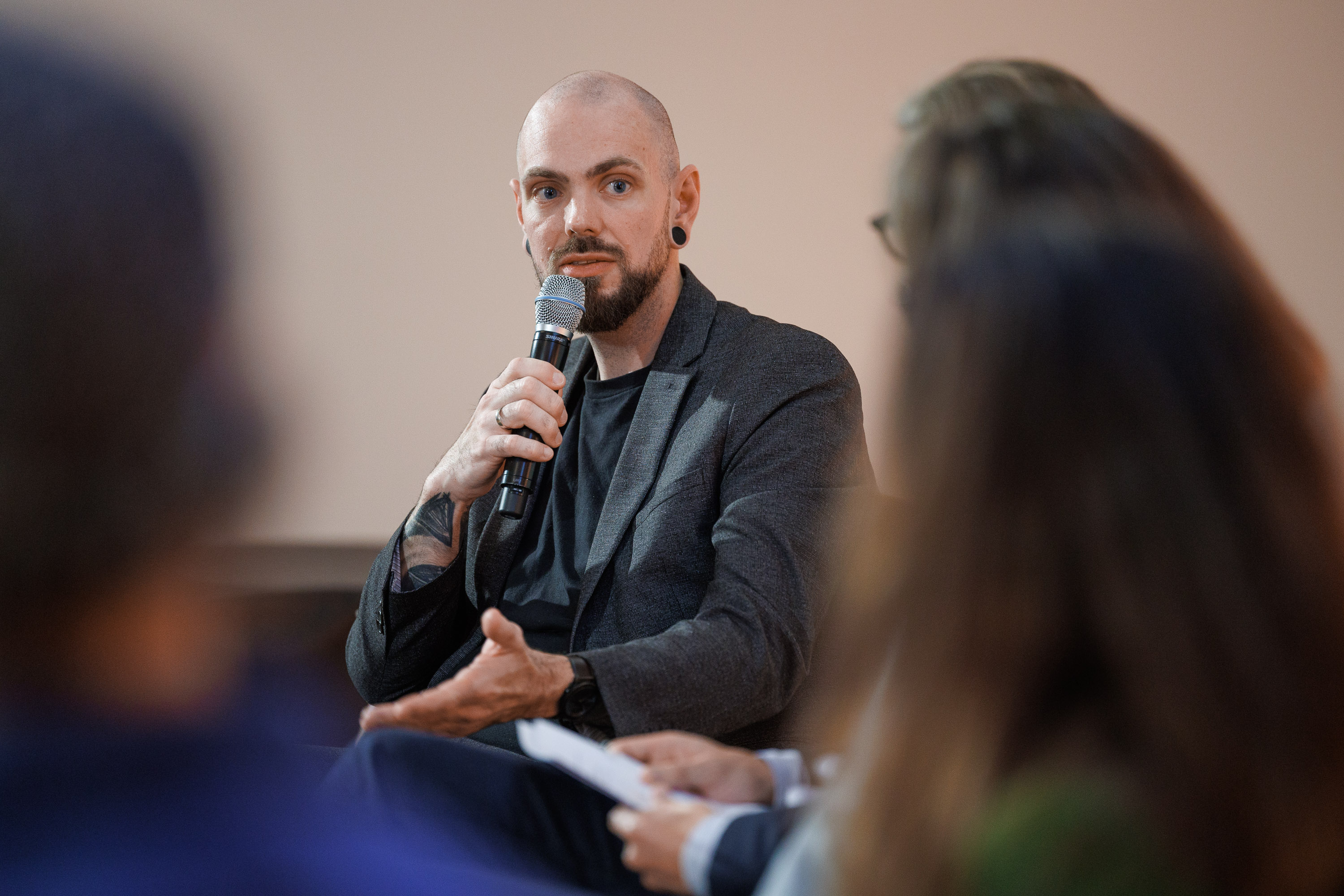
Daniel Alvarenga im Bayerischen Landtag 2024

Daniel Alvarenga (* 31. Oktober 1986 in Berlin) ist ein deutscher Filmregisseur, Drehbuchautor, Autor und Produzent.

## Leben
Daniel Alvarenga ist in Berlin geboren, zog aber schon im Alter von drei Jahren mit seiner Mutter nach Beratzhausen in Bayern. Er lebt in Passau, ist verheiratet und hat drei Kinder. Alvarenga ist von Beruf Fotograf, als Filmemacher ist er Autodidakt. Er ist Inhaber der Produktionsfirma Alvarenga Productions.
Ab dem Alter von 20 Jahren drehte Daniel Alvarenga zusammen mit Freunden erste Kurzfilme und schließlich den abendfüllenden Agrar-Western, der regional großen Anklang fand und über mehrere Jahre regelmäßig aufgeführt wurde. Er drehte eine Reihe von Kurzfilmen, die auf diversen Festivals wie der Regensburger Kurzfilmwoche oder dem INDIGO Filmfest zu sehen waren. 2019 drehte er seinen ersten Spielfilm Wer Frieden sucht. Trotz des geringen Budgets von nur knapp 10.000 Euro erhielt dieser Film den Bronze Award bei den IndieNuts Awards, sowie eine Nominierung für den Camgaroo Award und nahm an mehreren anderen Festivals teil. Der Film lief außerdem für zwei Wochen deutschlandweit in einigen Programmkinos, bevor der Ausbruch der COVID-19-Pandemie zur vorübergehenden Schließung der Kinos in Deutschland führte.
Im Mai 2021 gab Alvarenga die Produktion seines neuen Films namens Hundswut über Instagram bekannt. Die Dreharbeiten fanden im September und Oktober 2022 in den Museumsdörfern Freilichtmuseum Glentleiten, Finsterau sowie im Bayerischen Wald statt. Zur Besetzung gehören unter anderem Christian Tramitz, Christine Neubauer, Markus Brandl und Max Schmidt. Der Film feierte am 13. März 2024 in Passau seine Premiere, der offizielle Kinostart war der 4. April 2024. Im Anschluss an die Premiere fand eine ausgedehnte Kinotour durch ganz Deutschland statt.
Von Hundswut gibt es auch eine Romanfassung, ebenfalls verfasst von Daniel Alvarenga. Dieser Roman erschien am 20. Februar 2024 bei HarperCollins.

## Filmografie
Kurzfilme
- 2014: Und alles hat den Tod (Regie, Drehbuch und Produktion)
- 2015: Affekt (Regie, Drehbuch und Produktion)
- 2016: Alles auf Anfang (Regie, Drehbuch und Produktion)
- 2019: Artemis (Regie, Drehbuch und Produktion)
- 2020: Schönheit (Regie, Drehbuch und Produktion)
- 2020: fenestra (Regie, Drehbuch und Produktion)
- 2023: Grenzen (Regie und Drehbuch)
- 2024: Senbazuru (Regie, Drehbuch und Produktion)

Spielfilme
- 2019: Wer Frieden sucht (Regie, Drehbuch und Produktion)
- 2024: Hundswut (Regie, Drehbuch und Produktion)

## Auszeichnungen
- 2019: IndieNuts Award Bronze für Wer Frieden sucht[10]
- 2020: Camgaroo Award (Nominierung) für Wer Frieden sucht[11]
- 2020: Mabig Film Festival in der Kategorie „Best Thriller Feature“ für Wer Frieden sucht
- 2020: Gewinner des Regionalfensters der Internationalen Kurzfilmwoche Regensburg für Schönheit
- 2024: Camgaroo Award (Nominierung) für Senbazuru[12]
- 2024: Camgaroo Award für Hundswut[13]